# 13096 Tigris
13096 Tigris eller 1993 BE5 är en asteroid i huvudbältet som upptäcktes den 27 januari 1993 av den belgiske astronomen Eric W. Elst vid CERGA-observatoriet. Den är uppkallad efter floden Tigris.